# Polly Shannon

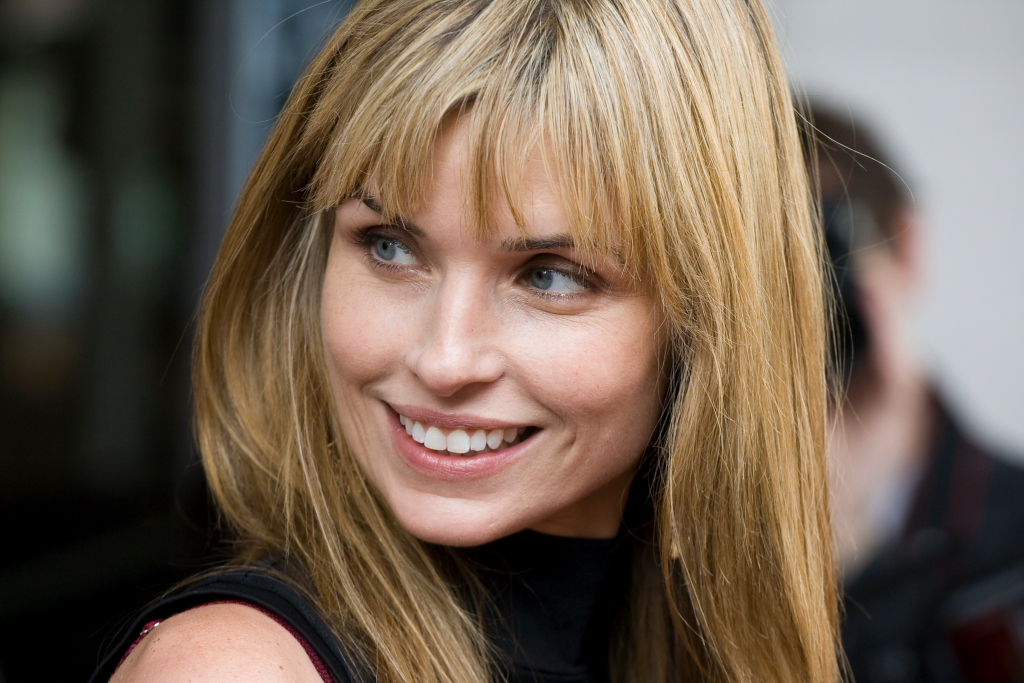
Polly Shannon auf dem Toronto International Film Festival 2010

Polly Shannon (* 1. September 1973 in Kingston, Ontario) ist eine kanadische Schauspielerin, Drehbuchautorin und Filmproduzentin.

## Leben und Karriere
Polly Shannons Mutter war Drehbuchautorin für Kindersendungen beim kanadischen Fernsehen, ihr Vater arbeitete als Entscheidungsträger im Gesundheitswesen. Shannon debütierte in einer Folge der kanadischen Fernsehserie Grusel, Grauen, Gänsehaut aus dem Jahr 1992, im gleichen Jahr spielte sie in der Fernsehserie Catwalk.
Die Hauptrolle im Fernsehthriller Das Mädchen gegenüber (1999) brachte Shannon 1999 eine Nominierung für den Gemini Award. Im darauffolgenden Jahr wurde sie für den gleichen Preis für ihre Rolle im Fernsehdrama The Sheldon Kennedy Story (1999) nominiert. In der Fernsehserie Nikita verkörperte sie in drei Folgen der fünften Staffel Michelle, die Schwester der Hauptfigur, die von Peta Wilson dargestellt wurde. Im Thriller Gefangen im Bermuda-Dreieck (2001) spielte Shannon die Rolle von Julia Lee, der Verlobten von Stu Sheridan (Luke Perry), die von diesem ermordet wird. In der preisgekrönten Filmbiografie Trudeau (2002) spielte sie neben Colm Feore eine der größeren Rollen. Für ihre Rolle in der Sportkomödie Men with Brooms (2002) wurde sie 2003 für den Canadian Comedy Award nominiert. 2005 und 2006 spielte sie an der Seite von Hauptdarsteller Tom Selleck dessen Geliebte in dem Thriller Stone Cold – Eiskalt und seinem Prequel Jesse Stone: Night Passage, mit denen die ersten beiden Teile der Romanserie von Robert B. Parker um den Polizeichef Jesse Stone verfilmt wurden. In dem Kurzfilm Miranda & Gordon (2006) übernahm sie nicht nur eine der größeren Rollen, sondern schrieb auch das Drehbuch mit und coproduzierte den Film.

## Filmografie (Auswahl)
- 1992: Grusel, Grauen, Gänsehaut (Are You Afraid of the Dark?, Fernsehserie, 1 Episode)
- 1993: Liebe und andere Grausamkeiten (Love & Human Remains)
- 1993: The Hidden Room (Fernsehserie, 1 Episode)
- 1994: Lady Cops (Sirens, Fernsehserie, 1 Episode)
- 1995: Running Out – Countdown des Todes (No Contest)
- 1995: Mit Vollgas in die Tafelrunde (A Young Connecticut Yankee in King Arthur’s Court)
- 1995: Das Gesicht des Schreckens (Fight for Justice: The Nancy Conn Story, Fernsehfilm)
- 1995: Catwalk – Eine Band will nach oben (Catwalk, Fernsehserie, 13 Episoden)
- 1995: Nick Knight – Der Vampircop (Forever Knight, Fernsehserie, 1 Episode)
- 1995: Nichts ist stärker als die Liebe (No Greater Love, Fernsehfilm)
- 1996: Side Effects – Nebenwirkungen (Side Effects, Fernsehserie, 1 Episode)
- 1996: Frankenstein – Immer Ärger mit den Monstern (Frankenstein and Me)
- 1996: Devil’s Food – Eine wirklich teuflische Diät (Devil’s Food, Fernsehfilm)
- 1996: Amanda und Betsy (Ready or Not, Fernsehserie, 1 Episode)
- 1997: Snowboard Academy
- 1997: Bedingungslose Liebe (End of Summer, Fernsehfilm)
- 1997: Ein Mountie in Chicago (Due South, Fernsehserie, 1 Episode)
- 1998: Hard to Forget (Fernsehfilm)
- 1998: The Wonderful World of Disney (Fernsehserie, 1 Episode)
- 1998: Dirty Work
- 1998: Raven – Die Unsterbliche (Highlander: The Raven, Fernsehserie, 1 Episode)
- 1998: Eerie, Indiana – Die andere Dimension (Eerie, Indiana: The Other Dimension, Fernsehserie, 1 Episode)
- 1998: Das Mädchen gegenüber (The Girl Next Door, Fernsehfilm)
- 1998: Mission Erde: Sie sind unter uns (Earth: Final Conflict, Fernsehserie, 1 Episode)
- 1999: Outer Limits – Die unbekannte Dimension (The Outer Limits, Fernsehserie Episode 5x07)
- 1999: The Sheldon Kennedy Story (Fernsehfilm)
- 1999: PSI Factor – Es geschieht jeden Tag (PSI Factor: Chronicles of the Paranormal, Fernsehserie, 1 Episode)
- 1999: Begierde - The Hunger (The Hunger, Fernsehserie, 1 Episode)
- 1999–2000: Zweimal im Leben (Twice in a Lifetime, Fernsehserie, 2 Episoden)
- 2000: Code Name: Eternity – Gefahr aus dem All (Code Name: Eternity, Fernsehserie, 1 Episode)
- 2000: Vergänglicher Ruhm – Die Monkees Story (Daydream Believers: The Monkees’ Story, Fernsehfilm)
- 2000: Rivals (Fernsehfilm)
- 2001: Nikita (La Femme Nikita, Fernsehserie, 3 Episoden)
- 2001: Doc (Fernsehserie, 1 Episode)
- 2001: Harvard Man
- 2001: Gefangen im Bermuda-Dreieck (The Triangle, Fernsehfilm)
- 2001: Leap Years (Fernsehserie, Episoden 1x10–1x19)
- 2002: Men with Brooms
- 2002: Trudeau (Fernsehfilm)
- 2002: Jeremiah – Krieger des Donners (Jeremiah, Fernsehserie, 1 Episode)
- 2002–2005: Sue Thomas: F.B.I. (Sue Thomas: F.B.Eye, Fernsehserie, 6 Episoden)
- 2003: TrueSexLies (Kurzfilm)
- 2003: Die Verstoßenen – Am Rande der Apokalypse (Do or Die, Fernsehfilm)
- 2003: Wild Card
- 2003: Street Time (Fernsehserie, 5 Episoden)
- 2004: Ham & Cheese
- 2004: Puppets Who Kill (Fernsehserie, 1 Episode)
- 2004: Direct Action
- 2004: The Jane Show (Fernsehserie, 1 Episode)
- 2005: Jesse Stone: Eiskalt (Stone Cold, Fernsehfilm)
- 2005: Lie with Me – Liebe mich (Lie with Me)
- 2006: Jesse Stone: Knallhart (Jesse Stone: Night Passage, Fernsehfilm)
- 2006: CSI: Miami (Fernsehserie, 1 Episode)
- 2006: Cold Case – Kein Opfer ist je vergessen (Cold Case, Fernsehserie, 1 Episode)
- 2008: Victor (Fernsehfilm)
- 2008: Hide – Love is Hell (Hide)
- 2008: Miranda & Gordon (Kurzfilm)
- 2009: Hydra – The Lost Island (Hydra, Fernsehfilm)
- 2009: One Love (Kurzfilm)
- 2010: Concrete Canyons (Fernsehfilm)
- 2010: Shattered (Fernsehserie, 2 Episoden)
- 2012: Rookie Blue (Fernsehserie, Episode 2x02)
- 2012: Less Than Kind (Fernsehserie, Episode 3x03)
- 2017: The Performance (Kurzfilm)
- 2021: Defining Moments
- 2023: The Performance